# 長齒光水蚤
長齒光水蚤（学名：Lucicutia longiserrata）为光水蚤科光水蚤屬下的一个种。